# 1474
Il 1474 (MCDLXXIV in numeri romani) è un anno  del XV secolo.

## Eventi
- 15 agosto – A Modica un massacro contro la comunità ebrea è perpetrato dalla folla in seguito a una massiva campagna di predicazione in occasione della festa dell'Assunta: 360 ebrei furono uccisi.
- 10 novembre – Papa Sisto IV consente la fondazione del monastero di Santa Maria del Monte sopra Varese, il primo dell'Ordine delle Romite Ambrosiane.
- nasce Ludovico Ariosto a Reggio Emilia

## Nati
- 21 marzo - Angela Merici, mistica italiana († 1540)
- 8 aprile - Elisabetta di Hohenzollern, nobile († 1507)
- 5 maggio - Giovanni Stefano Ferrero, cardinale e vescovo cattolico italiano († 1510)
- 17 maggio - Isabella d'Este, nobile, mecenate e collezionista d'arte italiana († 1539)
- 24 luglio - Angelo Colocci, vescovo cattolico italiano († 1549)
- 6 agosto - Luigi de' Rossi, cardinale italiano († 1519)
- 6 settembre - Artus Gouffier de Boisy, diplomatico francese († 1519)
- 8 settembre - Ludovico Ariosto, poeta, commediografo e funzionario italiano († 1533)
- 6 ottobre - Luigi d'Aragona, cardinale italiano († 1519)
- 7 ottobre - Bernardo III di Baden-Baden, nobile tedesco († 1536)
- 13 ottobre - Mariotto Albertinelli, pittore italiano († 1515)
- 7 novembre - Lorenzo Campeggi, cardinale, vescovo cattolico e diplomatico italiano († 1539)
- 7 novembre - Francesco Vettori, ambasciatore italiano († 1539)
- Alfonso di Zamora, rabbino e ebraista spagnolo († 1531)
- Aruj Barbarossa, corsaro turco († 1518)
- Benedetto da Rovezzano, scultore e architetto italiano
- Alessandro Bentivoglio, nobile e condottiero italiano († 1532)
- Francesco Bonafede, botanico e medico italiano († 1558)
- Agnolo Doni, mercante e mecenate italiano († 1539)
- Gavin Douglas, vescovo cattolico, traduttore e scrittore scozzese († 1522)
- Giovanni Gonzaga, condottiero italiano († 1525)
- Margherita Maloselli Cantelmo, nobile italiana († 1532)
- Babone Naldi, condottiero italiano († 1544)
- Giacomo Pacchiarotti, pittore italiano
- Pietro Rosselli, architetto italiano († 1521)
- Perkin Warbeck, nobile inglese († 1499)
- Taddeo Della Volpe, nobile italiano († 1534)

## Morti
- 5 gennaio - Pietro Riario, cardinale e arcivescovo cattolico italiano (n. 1445)
- 10 marzo - Jacopo III Appiano, nobile italiano (n. 1439)
- 4 aprile - Anna di Braunschweig-Grubenhagen, nobile tedesca (n. 1414)
- 3 maggio - Alain de Coëtivy, vescovo cattolico e cardinale francese (n. 1407)
- 29 giugno - Drusiana Sforza, nobile (n. 1437)
- 5 luglio - Eric II di Pomerania-Wolgast, nobile tedesco
- 9 luglio - Isotta degli Atti, nobile italiana
- 16 agosto - Ricciarda di Saluzzo, nobile (n. 1410)
- 17 agosto - Mahmud Pascià Angelović, militare, politico e poeta ottomano (n. 1420)
- 26 agosto - Giacomo III di Cipro, sovrano cipriota (n. 1473)
- 4 ottobre - Juan Pacheco, nobile e politico spagnolo (n. 1419)
- 9 novembre - Antonio I da Correggio, condottiero e politico italiano
- 27 novembre - Guillaume Dufay, compositore e teorico musicale francese
- 1º dicembre - Nicolò Marcello, politico italiano (n. 1397)
- 2 dicembre - Roberto Sanseverino, nobile e condottiero italiano
- 11 dicembre - Enrico IV di Castiglia, re (n. 1425)
- 16 dicembre - 'Ali al-Qushji, astronomo, matematico e fisico turco (n. 1403)
- Margaret Beaufort, nobile inglese (n. 1427)
- Antonio Beccaria, religioso e grecista italiano
- Ognibene Bonisoli, grammatico e umanista italiano (n. 1412)
- Hans Bornemann, pittore tedesco (n. 1420)
- Etienne Chevalier, politico francese (n. 1410)
- Jean de Créquy, cavaliere medievale francese (n. 1395)
- Gabriele VI di Alessandria, vescovo cristiano orientale egiziano
- Gendün Drup, monaco buddhista tibetano (n. 1391)
- Giovanni VI di Meclemburgo, duca tedesco (n. 1439)
- Isidoro di Rostov, religioso e santo russo
- Afanasij Nikitin, esploratore russo
- Pietro di Hagenbach, cavaliere medievale francese (n. 1423)
- Lorenzo Roverella, vescovo cattolico italiano
- Venceslao I di Teschen, duca (n. 1413)
- Filippo de' Medici, arcivescovo cattolico italiano (n. 1426)

## Calendario
| Calendario 1474 | Calendario 1474 | Calendario 1474 | Calendario 1474 | Calendario 1474 | Calendario 1474 | Calendario 1474 | Calendario 1474 | Calendario 1474 | Calendario 1474 | Calendario 1474 | Calendario 1474 | Calendario 1474 | Calendario 1474 | Calendario 1474 | Calendario 1474 | Calendario 1474 | Calendario 1474 | Calendario 1474 | Calendario 1474 | Calendario 1474 | Calendario 1474 | Calendario 1474 | Calendario 1474 | Calendario 1474 | Calendario 1474 | Calendario 1474 | Calendario 1474 | Calendario 1474 | Calendario 1474 | Calendario 1474 | Calendario 1474 | Calendario 1474 |
| --------------- | --------------- | --------------- | --------------- | --------------- | --------------- | --------------- | --------------- | --------------- | --------------- | --------------- | --------------- | --------------- | --------------- | --------------- | --------------- | --------------- | --------------- | --------------- | --------------- | --------------- | --------------- | --------------- | --------------- | --------------- | --------------- | --------------- | --------------- | --------------- | --------------- | --------------- | --------------- | --------------- |
|                 | 1               | 2               | 3               | 4               | 5               | 6               | 7               | 8               | 9               | 10              | 11              | 12              | 13              | 14              | 15              | 16              | 17              | 18              | 19              | 20              | 21              | 22              | 23              | 24              | 25              | 26              | 27              | 28              | 29              | 30              | 31              |                 |
| Gennaio         | Sa              | Do              | Lu              | Ma              | Me              | Gi              | Ve              | Sa              | Do              | Lu              | Ma              | Me              | Gi              | Ve              | Sa              | Do              | Lu              | Ma              | Me              | Gi              | Ve              | Sa              | Do              | Lu              | Ma              | Me              | Gi              | Ve              | Sa              | Do              | Lu              |                 |
| Febbraio        | Ma              | Me              | Gi              | Ve              | Sa              | Do              | Lu              | Ma              | Me              | Gi              | Ve              | Sa              | Do              | Lu              | Ma              | Me              | Gi              | Ve              | Sa              | Do              | Lu              | Ma              | Me              | Gi              | Ve              | Sa              | Do              | Lu              |                 |                 |                 |                 |
| Marzo           | Ma              | Me              | Gi              | Ve              | Sa              | Do              | Lu              | Ma              | Me              | Gi              | Ve              | Sa              | Do              | Lu              | Ma              | Me              | Gi              | Ve              | Sa              | Do              | Lu              | Ma              | Me              | Gi              | Ve              | Sa              | Do              | Lu              | Ma              | Me              | Gi              |                 |
| Aprile          | Ve              | Sa              | Do              | Lu              | Ma              | Me              | Gi              | Ve              | Sa              | Do              | Lu              | Ma              | Me              | Gi              | Ve              | Sa              | Do              | Lu              | Ma              | Me              | Gi              | Ve              | Sa              | Do              | Lu              | Ma              | Me              | Gi              | Ve              | Sa              |                 |                 |
| Maggio          | Do              | Lu              | Ma              | Me              | Gi              | Ve              | Sa              | Do              | Lu              | Ma              | Me              | Gi              | Ve              | Sa              | Do              | Lu              | Ma              | Me              | Gi              | Ve              | Sa              | Do              | Lu              | Ma              | Me              | Gi              | Ve              | Sa              | Do              | Lu              | Ma              |                 |
| Giugno          | Me              | Gi              | Ve              | Sa              | Do              | Lu              | Ma              | Me              | Gi              | Ve              | Sa              | Do              | Lu              | Ma              | Me              | Gi              | Ve              | Sa              | Do              | Lu              | Ma              | Me              | Gi              | Ve              | Sa              | Do              | Lu              | Ma              | Me              | Gi              |                 |                 |
| Luglio          | Ve              | Sa              | Do              | Lu              | Ma              | Me              | Gi              | Ve              | Sa              | Do              | Lu              | Ma              | Me              | Gi              | Ve              | Sa              | Do              | Lu              | Ma              | Me              | Gi              | Ve              | Sa              | Do              | Lu              | Ma              | Me              | Gi              | Ve              | Sa              | Do              |                 |
| Agosto          | Lu              | Ma              | Me              | Gi              | Ve              | Sa              | Do              | Lu              | Ma              | Me              | Gi              | Ve              | Sa              | Do              | Lu              | Ma              | Me              | Gi              | Ve              | Sa              | Do              | Lu              | Ma              | Me              | Gi              | Ve              | Sa              | Do              | Lu              | Ma              | Me              |                 |
| Settembre       | Gi              | Ve              | Sa              | Do              | Lu              | Ma              | Me              | Gi              | Ve              | Sa              | Do              | Lu              | Ma              | Me              | Gi              | Ve              | Sa              | Do              | Lu              | Ma              | Me              | Gi              | Ve              | Sa              | Do              | Lu              | Ma              | Me              | Gi              | Ve              |                 |                 |
| Ottobre         | Sa              | Do              | Lu              | Ma              | Me              | Gi              | Ve              | Sa              | Do              | Lu              | Ma              | Me              | Gi              | Ve              | Sa              | Do              | Lu              | Ma              | Me              | Gi              | Ve              | Sa              | Do              | Lu              | Ma              | Me              | Gi              | Ve              | Sa              | Do              | Lu              |                 |
| Novembre        | Ma              | Me              | Gi              | Ve              | Sa              | Do              | Lu              | Ma              | Me              | Gi              | Ve              | Sa              | Do              | Lu              | Ma              | Me              | Gi              | Ve              | Sa              | Do              | Lu              | Ma              | Me              | Gi              | Ve              | Sa              | Do              | Lu              | Ma              | Me              |                 |                 |
| Dicembre        | Gi              | Ve              | Sa              | Do              | Lu              | Ma              | Me              | Gi              | Ve              | Sa              | Do              | Lu              | Ma              | Me              | Gi              | Ve              | Sa              | Do              | Lu              | Ma              | Me              | Gi              | Ve              | Sa              | Do              | Lu              | Ma              | Me              | Gi              | Ve              | Sa              |                 |